# Крістіан Алверт
Крістіан Алверт (англ. Christian Alvart; нар. 28 травня 1974 в Зеехайм-Югенхайм, Німеччина) — німецький кінорежисер і сценарист.

## Біографія

### Ранні роки
Крістіан Алверт народився 28 березня 1974 р. поблизу Франкфурта в Німеччині. Його християнське оточення не схвалювало перегляд фільмів і телебачення, тому він рідко мав можливість дивитися кіно. Досить скоро Алверт виявив у себе потяг до забороненого плоду і швидко став експертом кіно в колі друзів, успішно приховуючи, що більшість обговорюваних фільмів він навіть не бачив. Замість цього, він читав про фільми, їх створення, романи, на яких вони засновані і будь-який інший матеріал. Коли ж нарешті він отримав можливість дивитися кінофільми, не міг зупинитися, часто ходив у кінотеатри, по 6 разів на тиждень.
У 1990 р. він почав знімати невеликі фільми зі своїми друзями. Їх група стала частиною спільноти хобі-кінематографістів і кіногіків. Більшість його колег займалися своїми фільмами лише у вільний час. У віці 19 років Крістіан зайняв пост редактора і дизайнера кіножурналу X-TRO Filmmagazin, незабаром став головним редактором і отримав можливість самостійно писати статті.
У 1997 р. Алверт вирішив знімати власні фільми і переїхав зі своєю компанією Syrreal Entertainment в Берлін. Щоб отримати уявлення про професійну кінозйомку, він деякий час працював кур'єром, незабаром ставши помічником режисера у двох фільмах.

### Кар'єра
У 1998 р. Крістіан написав, зрежисував і спродюсував свій перший малобюджетний трилер, знятий на 35 мм кіноплівку — Curiosity & The Cat. У кінокартині він задіяв переважно своїх друзів з Франкфурта. Триллер номінувався на Max-Ophüls - Award і Prize of the Minister President of the State Saarland.
Після цього Алверт деякий час писав сценарії до німецьких фільмів і ТБ-шоу.
У 2005 р. молодий режисер виступив зі своїм другим трилером Антитіла (нім. Antikörper, англ. Antibodies). Після прем'єри на кінофестивалі Tribeca він названий одним з «п'яти режисерів , гідних перегляду» (англ. Five Directors To Watch) і «Новим обличчям німецького кіно» на фестивалі AFI. Антитіла запрошені на Единбурзький кінофестиваль і завоювали чимало інших нагород.

## Нагороди
Крістіан має 4 нагороди та 2 номінації.

## Приватне життя
Має доньку, Азія Луна Моманд (нар. 31 серпня 1999), сина, Ферріс Пола Альфонсо (нар. 4 травня 2006). Третя дитина, Роккі Антон Саломон, народився напередодні Різдва 2008 р.

## Фільмографія
| Рік  | Українською         | Мовою оригіналу     | Роль                         | Бюджет   |
| 2010 | Liebe               | Liebe               | режисер                      |          |
| 2009 | Пандорум            | Pandorum            | режисер і сценарист          | $40 млн  |
| 2009 | Справа № 39         | Case 39             | режисер                      | $27 млн  |
| 2005 | Антитіла            | Antikörper          | режисер, сценарист, продюсер | €1,9 млн |
| 1999 | Curiosity & the Cat | Curiosity & the Cat | режиссёр и сценарист         | $45 000  |